# Benoît Rousseau
Pour les articles homonymes, voir Rousseau.
Benoît Rousseau est un acteur québécois spécialisé dans le doublage. Il double régulièrement les acteurs Nicolas Cage, Dwayne Johnson, Mr. Burns, Kevin Bacon, Tim Robbins, Sean Bean, Mickey Rourke, Benicio del Toro, Abraham Simpson, et Mark Williams dans Harry Potter sauf pour le 4e film pour la version québécoise de leurs films,,.

## Filmographie
- 1983 : Bonheur d'occasion : soldat
- 1991 : Le Choix (TV)
- 1994 : Octobre : annonceur radio (voix)
- 1994 : À l'ombre de Shawshank : Andy Dufresne (Voix)
- 2003 : Les Enfants du feu (série télévisée) : Orgal / Masque de peau (voix) [réf. souhaitée]
- 2003 : Noël Noël (TV) : background voice (voix)
- 2004 : Monica la mitraille : policier
- 2004 : Elvis Gratton XXX : La Vengeance d'Elvis Wong : réalisateur
- 2006 : La Vie secrète des gens heureux : client du fleuriste
- 2010 : La Peur de l'eau : Platon
- 2016 : Ceux qui font les révolutions à moitié n'ont fait que se creuser un tombeau : Père de Giutuzia

## Doublage

### Cinéma
- Nicolas Cage dans : (35 films)
  - Amos et Andrew (1993) : Amos Odell
  - Le Rocher (1996) : Le Dr Stanley Goodspeed, agent spécial du FBI
  - Air Bagnards (1997) : Cameron Poe
  - Double Identité (1997) : Castor Troy - Sean Archer
  - Snake Eyes (1998) : Richard Santoro
  - 8 millimètres (1999) : Tom Welles
  - À tombeau ouvert (1999) : Frank Pierce
  - Partis en 60 secondes (2000) : Randall « Memphis » Raines
  - Père de Famille (2000) : Jack Campbell
  - Capitaine Corelli (2001) : Capitaine Antonio Corelli
  - Windtalkers : Les Messagers du vent (2002) : Sergent Joe Enders
  - Adaptation (2003) : Charlie Kaufman / Donald Kaufman
  - Les Associés (2003) : Roy Waller
  - Trésor National (2004) : Benjamin Gates
  - Lord Of War (2005) : Yuri Orlov
  - The Weather Man (2005) : David Spritz
  - The Wicker Man (2006) : Edward Malus
  - Ghost Rider (2007) : Johnny Blaze / Ghost Rider
  - Bangkok Dangerous (2008) : Joe
  - Trésor National : Le Livre des Secrets (2008) : Benjamin Gates
  - Prédictions (2009) : John Koestler
  - Bad Lieutenant : Escale à la Nouvelle-Orléans (2009) : Terence McDonagh
  - Kick-Ass (2010) : Damon Macready / Big Daddy
  - L'Apprenti Sorcier (2010) : Balthazar Blake
  - Le Dernier des Templiers (2011) : Behmen von Bleibruck
  - Hell Driver (2011) : John Milton
  - Effraction (2011) : Kyle Miller
  - Ghost Rider : Esprit de Vengeance (2012) : Johnny Blaze / Ghost Rider
  - 12 heures (2012) : Will Montgomery
  - Rage / VF : Tokarev (2014) : Paul Maguire
  - Snowden (2016) : Hank Forrester
  - Army of One (2016) : Gary Faulkner
  - Arsenal (2017) : Eddie King
  - Usurpation (2017) : Brian
  - Vengeance (2017) : John Dromoor
  - Mandy (2018) : Red Miller
- Dwayne Johnson dans : (22 films)
  - Tolérance Zéro (2004) : Chris Vaughn
  - Sois Cool (2005) : Elliot Wilhelm
  - Plan de match (2007) Joseph « Joe » Kingman
  - Max la Menace (2008) : Agent 23
  - Rapides et Dangereux 5 (2011) : Luke Hobbs
  - Rapides et Dangereux 6 (2013) : Luke Hobbs
  - Coup musclé (2013) : Paul Doyle
  - G.I. Joe : Les Représailles (2013) : le sergent-major Marvin « Roadblock » Hinton
  - Poursuite blindée (2013) : James Ransome
  - L'Infiltrateur (2013) : John Matthews
  - Hercule (2014) : Hercule
  - Dangereux 7 (2015) : Luke Hobbs
  - Sean Andreas (2015) : Ray Gaines
  - Agence de renseignement (2016) : Robbie "Bob Stone" Whierdick
  - Le Destin des dangereux (2017) : Luke Hobbs
  - Alerte à Malibu (2017) : Mitch Buchannon
  - Jumanji : Bienvenue dans la jungle (2017) : Dr Smolder Bravestone
  - Rampage (2018) : Davis Okoye
  - Gratte-ciel (2018) : Will Sawyer
  - Lutte en famille (2019) : lui-même
  - Rapides et dangereux présentent Hobbs et Shaw (2019) : Luke Hobbs
  - Jumanji: Le Prochain Niveau (2019) : Dr Smolder Bravestone
- Tim Robbins dans : (13 films)
  - Opération Hudsucker (1994) : Norville Barnes
  - À l'ombre de Shawshank (1994) : Andy Dufresne
  - Q.I. (1994) : Ed Walters
  - Rien à perdre (1997) : Nick Beam
  - Mission sur Mars (2000) : Woodrow « Woody » Blake
  - Antitrust (2001) : Gary Winston
  - La Vérité a Propos de Charlie (2002) : Mr. Bartholdi
  - De Feu et de Sang (2006) : Nic Vos
  - Tenacious D et le pic du destin (2006) : L'étranger
  - La Cité de l'ombre (2008) : Loris Harrow
  - Green Lantern (2011) : Sénateur Robert Hammond
  - Crimes et petits mensonges (2014) : Frank Dawson
  - Eaux troubles (2019)  : Tom Terp
- Mike Myers dans : (9 films)
  - Austin Powers (1997) : Austin Powers / Docteur Terreur
  - Studio 54 (1998) : Steve Rubell
  - Austin Powers : Agent Secret 00 sexe (1999) : Austin Powers / Dr Terreur / Mini-Moi / Ventripotent
  - Mystery, Alaska (1999) : Donnie Shulzhoffer
  - Austin Powers contre l'Homme au membre d'or (2002) : Austin Powers / Dr Terreur / Mini-Moi / Ventripotent / L'Homme au membre d'or
  - Profession: Hôtesse de l'Air (2003) : John Witney
  - Le Chat dans le chapeau (2003) : Le Chat
  - Le Gourou de l'amour (2008) : Gourou Pitka
  - Bohemian Rhapsody (2018) : Ray Foster
- Kevin Bacon dans : (7 films)
  - Des hommes d'honneur (1992) : Capt. Jack Ross
  - Gloire et Rock and Roll (1997) : Billy Magic
  - Hypnose (1999) : Tom Witzky
  - La Peur du Loup (2005) : Walter
  - Condamnés à mort (2007) : Nick Hume
  - Frost/Nixon (2009) : Jack Brennan
  - RIP Département (2013) : Bobby Hayes
- Sean Bean dans : (6 films)
  - Equilibrium (2002) : Errol Partridge
  - Troie (2004) : Ulysse
  - The Island (2005) : Dr. Merrick
  - Blanche-Neige (2012) : le Roi
  - Jupiter : Le Destin de l'univers (2015) : Stinger Apini
  - Seul sur Mars (2015) : Mitch Henderson
- Mickey Rourke dans : (6 films)
  - Stormbreaker (2006) : Darius Sayle
  - The Wrestler (2008) : Randy « The Ram » Robinson
  - Killshot (2009) : Armand « The Blackbird » Degas
  - Iron Man 2 (2010) : Ivan Vanko
  - Les Sacrifiés (2010) : Tool
  - Les Immortels (2011) : le Roi Hypérion
- Benicio del Toro dans : (6 films)
  - Traffic (2001) : Javier Rodriguez
  - 21 Grammes (2003) : Jack Jordan
  - Sin City (2005) : Jack « Jackie Boy » Rafferty
  - Wolfman (2010) : Lawrence Talbot
  - Sicario (2015) : Alejandro Gillick
  - Sicario 2: Soldado (2018) : Alejandro Gillick
- James Gandolfini dans : (5 films)
  - La Croisade des Braves (1998) : Kenny Kane
  - Cœurs perdus (2006) : Détective Charles Hlidebrandt
  - Violet & Daisy (2011) : Michael
  - La Mort en douce (2012) : Mickey
  - L'Incroyable Burt Wonderstone (2013) : Doug Munny
- Mark Williams dans :
  - Harry Potter et la Chambre des Secrets (2002) : Arthur Weasley
  - Harry Potter et le Prisonnier d'Azkaban (2004) : Arthur Weasley
  - Harry Potter et l'Ordre du Phénix (2007) : Arthur Weasley
  - Harry Potter et le Prince de sang-mêlé (2009) : Arthur Weasley
  - Harry Potter et les Reliques de la Mort Partie 1 et Partie 2 (2010 et 2011) : Arthur Weasley
- M.C. Gainey dans :
  - Un sujet capital (1996) : Harlan
  - Happy, Texas (1999) : Bob
  - Bobby Z (2007) : Boom Boom
- Geoff Bell dans :
  - Cheval de guerre (2012) : sergent Sam Perkins
  - Kingsman : Services secrets (2015) : Dean
- d'autres acteurs dans :
  - Teenage Mutant Ninja Turtles 2: La Solution Secrète (1991) : Raphael (voix)
  - Dave : Arnold Schwarzenegger (Lui-même)
  - Star Trek : Générations (1994) : commandeur William T. Riker (Jonathan Frakes)
  - Une folle équipée (1996) : Scott Lewis (David Kaye)
  - South Park, le film : Plus long, plus grand et pas coupé (1999) : Chef et Herbert Garrison
  - Star Wars, épisode I : La Menace fantôme (1999) : Qui-Gon Jinn (Liam Neeson)
  - Une action au civil (1999) : James Gordon (William H. Macy)
  - Just Married (ou presque) (1999) : Bob Kelly (Christopher Meloni)
  - Resident Evil (2002) : One (Colin Salmon)
  - Le Tour du monde en quatre-vingts jours (2004) : le capitaine du bateau à vapeur (Mark Addy)
  - L'armée des morts (2004) : CJ (Michael Kelly)
  - Hôtel Rwanda (2004) : le président de Sabena Airlines M. Tillens (Jean Reno)
  - 300 (2006) : le roi Léonidas (Gerard Butler)
  - Da Vinci Code (2006) : Lt. Collet (Étienne Chicot)
  - La tribu Tobby (2006) : Sniffeur (Don Knotts)
  - Blood Diamond (2006) : Colonel Coetzee (Arnold Vosloo)
  - Condamnés (2007) : Jack Conrad (Stone Cold Steve Austin)
  - Vers l'inconnu (2007) : Rainey, le compagnon de Jan (Brian Dierker)
  - Transformers (2007) : Tom Banacheck (Michael O'Neill)
  - Le Chevalier Noir (2008) : Salvatore Maroni (Eric Roberts)
  - Le Réseau social (2010) : l'avocat de Mark Zuckerberg
  - La Rivière du crime (2011) : Jack Verdon (Ray Liotta)
  - Capitaine America : Le premier vengeur (2011) : Nick Fury (Samuel L. Jackson)
  - Les Muppets (2011) : Chef suédois (voix)
  - L'Extraordinaire Spider-Man (2012) : George Stacy (Denis Leary)
  - Carnage chez les Joyeux Touffus (2018) : Lyle (Kevin Clash) (voix)
  - Dolittle (2020) : Barry (Ralph Fiennes) (voix)

### Animation
- 1988 : Qui veut la peau de Roger Rabbit (Who Framed Roger Rabbit) de Robert Zemeckis : Dingo
- 1993 : Batman: Le Masque du Phantasme : Arthur Reeves
- 1993 : Les Simpson (TV) : Lenny Leonard / Snake / Duffman / Troy McClure / capitaine Mac Allister / Kirk Van Houten / Eddie / Abraham Simpson / Charles Montgomery Burns (depuis la saison 30) / Morbo (episode : Simpsorama)
- 1995 : Histoire de jouets : Hamm
- 1997 : Henri pis sa gang (TV) : Dan Grenier
- 1998 : Scooby-Doo dans l'île des zombies : Fred Jones
- 1998 : Une vie de bestiole : Petit Pou
- 1999 : South Park : Plus grand, plus long et sans coupur : Mr. Garrison / Chef / Al Big Gay / Le général
- 1999 : Histoire de jouets 2 : Hamm
- 2000 : Titan après la Terre : Preed
- 2000 : Saludos Amigos : Dingo
- 2000 : Un empereur nouveau genre : Kronk / Ange Kronk / Diable Kronk
- 2002 : Tarzan et Jane : Johannes Niels
- 2002 : Le film des Supers Nanas : Ojo Tango
- 2003 : Sinbad : La Légende des sept mers : Kale
- 2003 : Trouver Nemo : Le Dentiste
- 2004 : Escouade américaine : Police du monde : Tim Robbins
- 2004 : Les Incroyable : Bob / Robert Parr / Monsieur Incroyable
- 2005 : La Véritable Histoire du Petit Chaperon rouge : Nicky Flippers
- 2005 : Un Kronk nouveau genre : Kronk
- 2006 : La Vie sauvage : Blag
- 2006 : Les Bagnoles : Mack
- 2007 : Bienvenue chez les Robinson : l'oncle Art
- 2008 : Mes Trucs et Méthodes d'Entraînement (DVD) : Alex Kovalev
- 2008 : La vie est un zoo (TV) : Claude
- 2008 : Kung Fu Panda : le chef de prison
- 2008 : Les Chimpanzés de l'espace : Titan
- 2008 : 
  - Blaise le blasé (TV) : Balthasar Bonenfant / M. Pyrowski
  - South Park (TV) : Jimbo Kern
- 2010 : Histoire de jouets 3 : Hamm
- 2011 : Vie de Quartier (TV) : Robert Bouvier-Bernois
- 2011 : Le Retour du Petit Chaperon Rouge! La contre-attaque : Nicky Flippers
- 2011 : Rio : Raphael
- 2011 : Les Bagnoles 2 : Mack
- 2012 : Rebelle : Lord MacGuffin
- 2013 : Les Croods : Grug
- 2013 : Fuyons la planète Terre : General Shanker
- 2013 : Les Avions : Chug
- 2014 : Rio 2 : Raphael
- 2014 : Le Film Lego : Méchant Flic/Gentil Flic
- 2014 : Les Avions : Les Pompiers du ciel : Chug
- 2014 : Trolls en boîte : M. Trout
- 2016 : Zootopia : Yax
- 2016 : Chantez ! : Barry
- 2017 : Les Bagnoles 3 : Mack
- 2018 : Les Incroyable 2 : Robert Parr / M. Incroyable
- 2018 : Teen Titans Go! Le film : Superman
- 2018 : Ralph brise l'internet : Massacreur
- 2018 : Spider-Man : Dans le Spider-Verse : Spider-Man Noir
- 2019 : Histoire de jouets 4 : Hamm
- 2021 : Chantez! 2 : Voyou loup
- 2022 : Les Minions 2 : Il était une fois un Gru : Poings Mortels
- 2022 : DC Krypto Super-Chien : Krypto / Teth-Adam / Black Adam et son chien Anubis
- 2023 : Ramshackle: The Thesis Film : Un gangster

### Séries télévisées
- 2024 : Fallout : Charles Whiteknife

### Jeux vidéo
- 2011 : Assassin's Creed: Revelations : Vieux Altaïr
- 2011 : Skylanders: Spyro's Adventure : Flynn
- 2012 : Far Cry 3 : Agent Willis Huntley
- 2012 : Skylanders: Giants : Flynn
- 2012 : Assassin's Creed III : Israël Putnam
- 2012 : Assassin's Creed III: Liberation : Carlos Dominguez
- 2013 : Assassin's Creed IV: Black Flag : Peter Chamberlaine et Emmett Scott
- 2014 : Far Cry 4 : Agent Willis Huntley
- 2014 : Assassin's Creed Unity : Hervé Quemar